# Irma va a Hollywood
Irma va a Hollywood (My Friend Irma Goes West) è un film del 1950 diretto da Hal Walker.

## Trama
Irma e Jane, amiche inseparabili, sono fidanzate, rispettivamente ad Al e a Steve. Al è un impresario, pieno di idee che non riesce a realizzare. Steve è un barista dotato d'una bella voce baritonale che sogna di diventare un cantante della televisione. Con l'aiuto di Al, Steve debutta con successo, ma il compenso che gli viene proposto è così basso che tutti ne sono irritati. A questo punto si presenta un certo Sandors, che si dichiara produttore di Hollywood, che offre un contratto a Steve. Provvederà lui ad ospitare Steve e i suoi amici. La brigata si mette in moto ma durante il viaggio si scopre che il signor Sandors è un pazzo fuggito dal manicomio.
Approfittando della simpatia che la giovane cantante Yvonne prova per Steve, Al riesce a procurare per quest'ultimo una scrittura e per sé un impiego a Las Vegas. Ma la sventatezza di Irma fa nascere un sacco di guai. La brigata capita in mezzo a bari e assassini e Irma, dopo aver corso grossi rischi, riesce a far arrestare i delinquenti divenendo l'eroina del giorno, ottiene un contratto per un film e parte per Hollywood con tutti gli amici.

## Titolo
A dispetto del titolo italiano la protagonista non si reca ad Hollywood ma bensì a Las Vegas (il titolo originale fa riferimento a un più generico ovest).